# البك
البك 
البك قرية تقع في إقليم قندهار جنوبيّ أفغانستان.